# パオパオ・アイドルGAMEバトル
パオパオ・アイドルGAMEバトル（ぱおぱおあいどるげーむばとる）は、2006年4月2日からBS日テレで放送されていたバラエティ番組である。
同年10月1日からは「パオパオ アソビ★クリエイターズ」とタイトルを変更しリニューアル。
毎週日曜日23:00 - 23:30（再放送：毎週金曜日25:00 - 25:30）。

## 出演者
司会
- とろサーモン

アシスタント
- 柳原蓮

アイドルガチンコバトル出演者
1. 浜田翔子、長澤奈央（2006年4月2日）
2. 小阪由佳、原幹恵（2006年4月9日）
3. 南明奈、三井麻由（2006年4月16日、23日）
4. 大久保麻梨子、福永ちな（2006年4月30日、5月7日）
5. 長澤奈央、小倉遥（2006年5月14日、21日）
6. 小阪由佳、井尚美（2006年5月28日、6月4日）
7. 五十嵐れな、福永ちな（2006年6月11日、18日）
8. 草場恵、斉藤友以乃（2006年7月2日、9日）
9. 小倉遥、MARI（2006年7月16日、23日）
10. いとうあこ、成海亜紀（2006年7月30日、8月6日）
11. 小阪由佳、八代みなせ（2006年8月13日、20日）
12. MARI、松田かりな（2006年8月27日）
13. 相澤仁美、水崎綾女（2006年9月10日、17日）

## スタッフ
- 企画：田尻涼（BS日テレ）
- 構成：町田貴志
- ナレーター：根岸朗
- 技術協力：マリポーサカンパニー
- 撮影：猪又隆行
- 音声：吉川英嗣
- ヘアメイク：橋本紗知
- 音響効果：高島慎太郎（メディアハウス）
- スーパーバイザー：菊池哲
- プロデューサー：鈴木旬也（BS日テレ）・磯貝誠（DNP）
- アシスタントプロデューサー：大谷由美
- 演出：平井孝昌
- ディレクター：飯村浩之
- 制作協力：SEN-TE

## 番組スポンサー
- NAMCO（本・再放送共通）
- バンダイナムコゲームス（本放送のみ）
- イタリアントマト（再放送のみ）

| BS日テレ 日曜 23:00 - 23:30 | BS日テレ 日曜 23:00 - 23:30  | BS日テレ 日曜 23:00 - 23:30    |
| 前番組                      | 番組名                       | 次番組                         |
| --------------------------- | ---------------------------- | ------------------------------ |
| ホテル・ノスタルジア        | パオパオ・アイドルGAMEバトル | パオパオ アソビ★クリエイターズ |